# الحروب القذرة (فلم)
الحروب القذرة فيلم وثائقي أمريكي، انتج من كتاب الحروب القذرة: العالم ساحة المعركة لمؤلفه جيريمي سكاهيل. وأخرجه ريتشارد رولي، وكتبه سكاهيل وديفيد ريكر.

## الإنتاج
بدأ إنتاج الفيلم في العام 2010 عندما قام سكاهيل الذي كان يعمل كمراسل لمجلة (نيشين ماغازين) أو مجلة الأمة بالسفر مع المخرج ريتشارد رولي إلى أفغانستان، وهما لا يحملان في رأسهما سوى فكرة غامضة عن ماهية الفيلم ولم يقررا مادة الموضوع إلا بعد التحقيق في سلسلة من الغارات الليلية التي قامت بها قيادة العمليات الخاصة المشتركة (JSOC).
هذا ولم يكن للفيلم أي ميزانية تذكر ففي البداية اعتمد تمويل سفر سكاهيل ورولي إلى أفغانستان على مال المنحة التي حصل عليها سكاهيل لدعم مهنته في إرسال التقارير الصحفية.
بدايةً، لم يكن قد تقرر أن سكاهيل هو الراوي في الفيلم أو بطل الرواية، ولكن وعوضا عن تمثيل دور المرشد السياحي في فيلم ينتقل بين مواقع محمية من قوى الولايات المتحدة العسكرية، قام ديفيد رايكر الذي جيء به من الخارج للمساعدة في الكتابة بعدما تم تجميع طروحات مبدئية من الفلم بما يقارب الأربع ساعات، بإقناع سكاهيل ورولي بجعل الفيلم أكثر شخصية.
وخلال التصوير، قام سكاهيل وورولي بالسفر إلى الصومال للقاء أمراء الحرب في مناطق مختلفة من البلاد. وعلى هذا لم تقبل أي شركة تأمين أمريكية أن تغطي أسفارهم إلى هناك فكان عليهم أن يحصلو على تأمين (فدية وخطف) من دولة أخرى.

## الملخص
سافر الصحفي المحقق جيرمي سكاهيل إلى أفغانستان واليمن والصومال وبلدان أخرى التي شنت الولايات المتحدة الأمريكية الحرب على الإرهاب فيها. في أفغانستان حقق في إخفاء الحكومة والجيش الأمريكي لمقتل خمسة مواطنين من بينهم امرأتين حوامل بأيدي جنود أمريكيين من فرقة العمليات الخاصة المشتركة. وسافر سكاهيل بعد انتهاء التحقيق في الهجوم إلى مواقع أخرى لنشاط فرقة العمليات الخاصة المشتركة وأجرى مقابلات مع كل من المناصرين والمعارضين، والناجين من هذه الغارات، ومنهم السيناتور الأمريكي رون وايدن.
حقق سكاهيل أيضاً في اغتيال المواطنين الأمريكيين أنور العولقي وابنه عبد الرحمن العولقي، فقابل عائلتهما في منزلها في اليمن. يشير سكاهيل إلى أن الحرب على الإرهاب هي في الواقع «نبوءة ذاتية التحقق» وسبب للأصولية عند المسلمين. وناقش أيضاً قضية الصحفي المحقق اليمني عبد الإله حيدر الشايع الذي اعتقل وعُذِّب وحكم عليه بالإعدام على خلفية اتهامات متعلقة بالإرهاب بعد تقريره حول الضربات الأمريكية بالطائرات بلا طيار.

## وصلات خارجية
- الموقع الرسمي
- مقالات تستعمل روابط فنية بلا صلة مع ويكي بيانات